# Castello Caldoresco

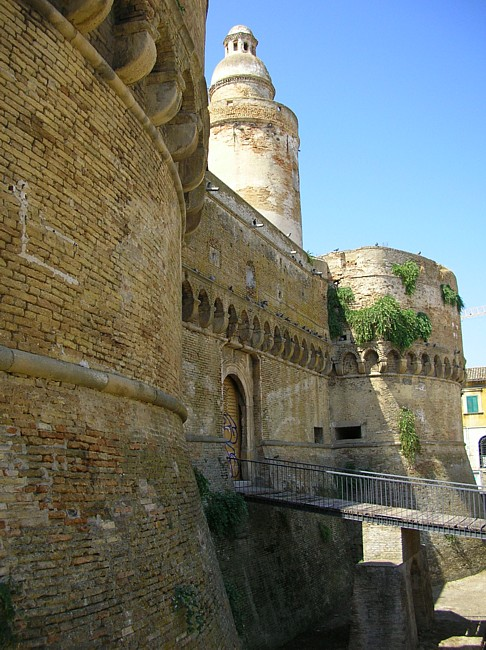
Castello Caldoresco

Das Castello Caldoresco wurde 1427 von dem Condottiere  Giacomo Caldora in Vasto, Provinz Chieti, in den Abruzzen erbaut.

## Geschichte
Die Anlage bezieht einige wenige Reste einer seinerzeit bereits bestehenden, viel älteren Wehranlage mit ein und beherrscht die Altstadt von Vasto.
1427 brachte der Condottiere Giacomo Caldora den Architekten Mariano di Jacopo, genannt „Taccola“, nach Vasto, um ein Schloss zu bauen. Gegen Ende des 15. Jahrhunderts war Vasto im Besitz der spanischen Familie D’Avalos. Die D’Avalos ließen ein prächtiges Schloss erbauen, das bald „Athen der Abruzzen“ genannt wurde. 1566 wurde das Schloss von den Türken zerstört, doch im gleichen Jahr von Valerio De Santis wieder aufgebaut. Im 17. Jahrhundert diente das Schloss als Tribunal und Gefängnis. 1713 wurde es komplett restauriert. Im 19. Jahrhundert wurde es als Wohnhaus genutzt. Heute beherbergt es ein Museum und Kunstausstellungen.

## Bildergalerie

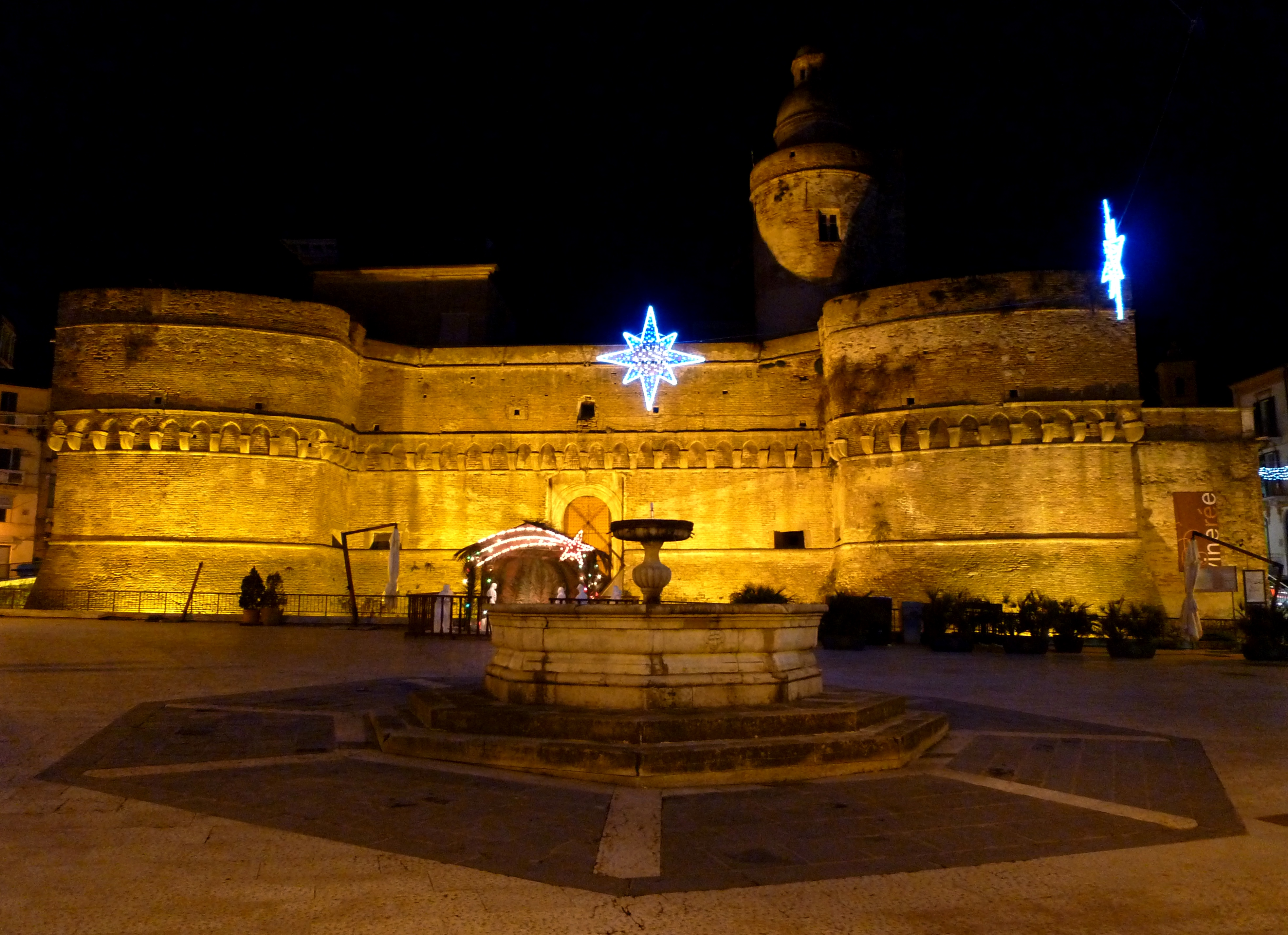
Castello Caldoresco
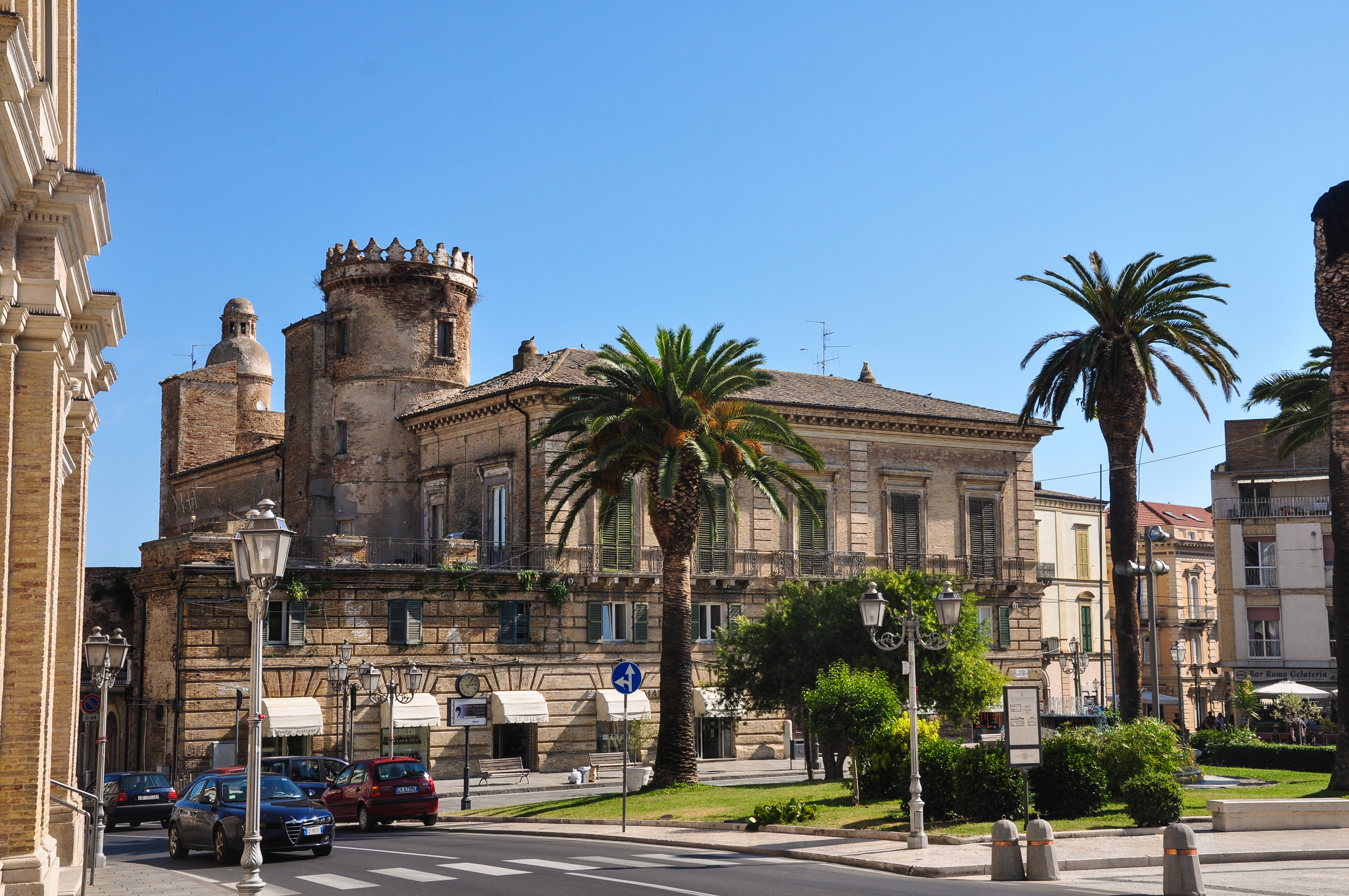
Piazza Rossetti
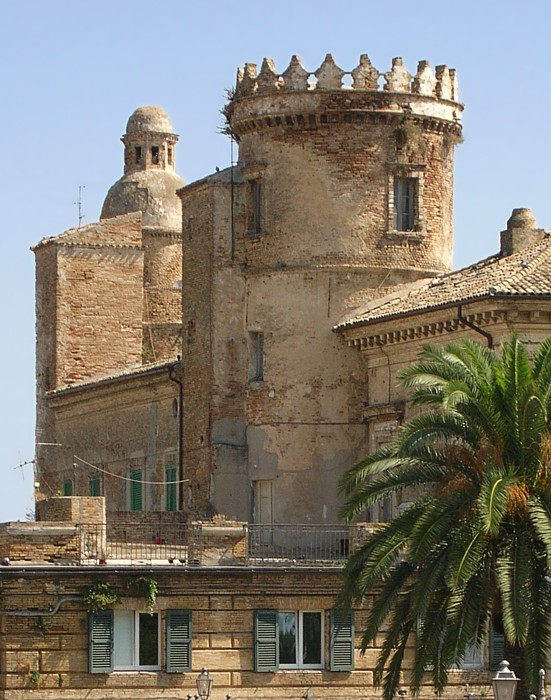
Castello Caldoresco